# Satsuki Fujisawa
Satsuki Fujisawa (jap. 藤澤 五月, Fujisawa Satsuki; * 24. Mai 1991 in Kitami) ist eine japanische Curlerin.  Sie spielt als Skip.

## Karriere
Fujisawa begann ihre internationale Karriere bei der Juniorenpazifikmeisterschaft 2008 mit einem Finalsieg über China. Als Siegerin konnte sie mit ihrem Team an der Juniorenweltmeisterschaft 2008 teilnehmen, belegt dort aber nur den siebten Platz. 2009 verteidigte sie ihren Titel bei der Juniorenpazifikmeisterschaft gegen das chinesische Team um Liu Jinli. Bei der folgenden Juniorenweltmeisterschaft 2009 kam sie mit dem von ihr als Skip geleiteten japanischen Team nur auf den letzten Platz.
2011 spielte sie für Japan erstmals bei der Pazifik-Asienmeisterschaft. Sie unterlag im Spiel im Platz drei dem Team aus Australien. Bei der Pazifik-Asienmeisterschaft 2012 gewann sie die Silbermedaille, nachdem sie sich im Finale dem chinesischen Team von Wang Bingyu mit 4:10 geschlagen geben musste. 2015 wechselte sie als Skip zum Team von Mari Motohashi. Mit dieser Mannschaft gewann sie bei der Pazifik-Asienmeisterschaft 2015 die Goldmedaille. In Finale besiegte das südkoreanische Team um Kim Ji-sun. Im folgenden Jahr kam sie nur auf Platz drei, nachdem sie im Halbfinale gegen das Team von Wang Bingyu verloren, im Spiel um Platz drei aber Neuseeland schlagen konnte. Bei der Pazifik-Asienmeisterschaft 2017 konnte sie wieder in das Finale einziehen, verlor aber gegen die koreanische Mannschaft um Kim Eun-jung. Durch die Silbermedaille sicherte sie Japan die Teilnahme an der Weltmeisterschaft 2018, bei der jedoch nicht ihr Team, sondern das von Tori Koana antrat. Auch bei der Pazifik-Asienmeisterschaft 2018 konnte sie wieder die Silbermedaille gewinnen, nachdem das Finale gegen Südkorea mit Skip Kim Min-ji verloren ging. Erneut qualifizierte sich Japan damit für die nächste Weltmeisterschaft.
Bei der Curling-Weltmeisterschaft spielte sie erstmals 2013 und schloss mit dem siebten Platz ab. Nach ihrem Sieg bei der Pazifik-Asienmeisterschaft 2015 spielte sie für Japan bei der Weltmeisterschaft 2016. Sie beendete die Round Robin mit neun Siegen und zwei Niederlagen, verlor im Page-Playoffspiel des 1. gegen den 2. aber gegen das Schweizer Team von Binia Feltscher. Im Halbfinale konnte sie jedoch gegen die russische Mannschaft von Anna Sidorowa gewinnen und doch noch in das Finale einziehen. Dort unterlag sie Binia Feltscher mit 6:9. Für die Weltmeisterschaft 2017 konnte sie sich nicht qualifizieren, da sie bei der Pazifik-Asienmeisterschaft 2016 das Finale nicht erreicht hatte. 
Fujisawa gewann mit ihrem Team (Third: Chinami Yoshida, Second: Yūmi Suzuki, Lead: Yurika Yoshida, Ersatz: Mari Motohashi) den japanischen Auswahlwettbewerb für die Olympischen Winterspiele 2018 und vertrat Japan in Pyeongchang. Nach der Round Robin stand sie mit ihrem Team auf dem vierten Platz und zog in die Finalrunde ein. Im Halbfinale musste sie sich Südkorea mit Skip Kim Eun-jung geschlagen geben. Im Spiel um Platz drei konnte sie hingegen Großbritannien mit Skip Eve Muirhead mit 5:3 schlagen und die Bronzemedaille gewinnen. Es war die erste olympische Medaille im Curling für Japan.
Fujisawa spielt auf der World Curling Tour und konnte dort folgende Turniere gewinnen: Shamrock Shotgun (2012), Hokkaido Bank Curling Classic (2017).
Bei den Olympischen Winterspielen 2022 in Peking beendete Fujisawa mit ihrem Team die Round Robin auf dem vierten Platz und zog ins Halbfinale ein. Dieses gewann sie gegen die favorisierte Schweiz mit 8:6 und traf im Finale auf Großbritannien mit Skip Eve Muirhead. Das japanische Team musste sich mit 3:10 geschlagen geben und gewann die Silbermedaille.